# Bulárcamas
En náutica, la Bulárcama (Varenga de sobre plan, Sobreplan, Puerca, Cochinata) es la varenga o ligazón de madera, gruesa y ancha, que se pone sobre el forro de la bodega, endentada y empernada encima de la sobrequilla y en las cuadernas, y cuyas ramas llegan hasta los durmientes, ligando de este modo el plan con las obras altas del buque. (fr. Porque; ing. Floor, Rider; it. Porcha).

## Etimología
La Bularcama se llama también Varenga de sobre plan o simplemente Sobreplan, y algunos le dicen Puerca y Cochinata.

## Descripción
Son cuadernas de mayor sección que en su extremo inferior se une a la sobrequilla o la varenga y en el superior al bao, de manera de aumentar la resistencia del casco a la vez que permite disminuir el grosor de otros refuerzos o recubrimientos.

## Historia

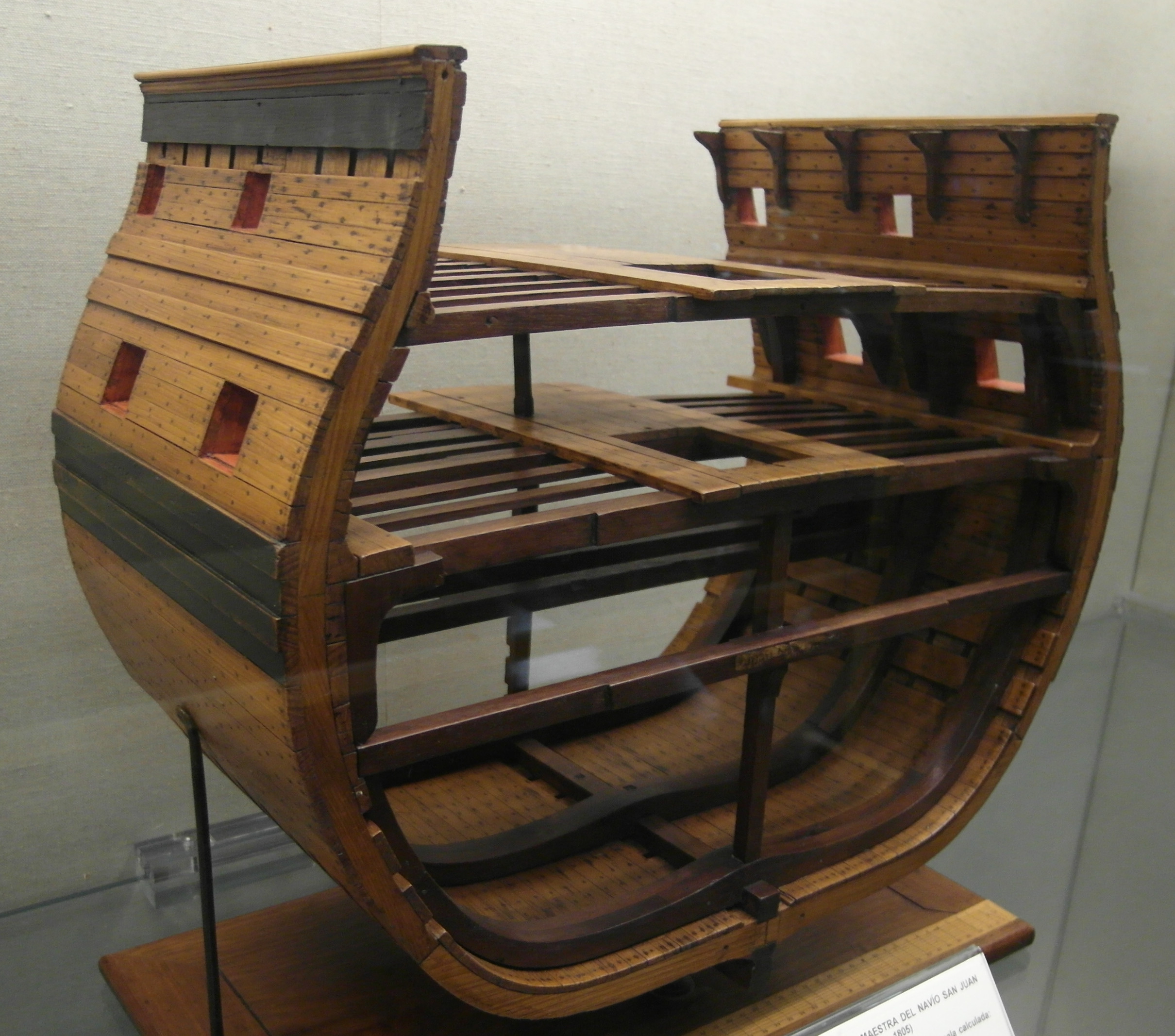
Tres bulárcamas en color marrón oscuro con que reforzar el casco.

Las primeras bulárcamas fueron de madera y se suelen diferenciar de las demás cuadernas por crear un segundo nivel o sobresalir por encima de las demás de menor tamaño que conforman el costillar del buque o navío. 

Se considera un avance en la ingeniería de la construcción pero solo se usaban en los barcos de mayor tonelaje. Más adelante, cuando la marina comenzó a utilizar metal para la construcción de barcos la sección rectangular de madera pasó a ser una perfilaría en I o en L, pasándose a llamar el alma del perfil "bulárcama", mientras que las alas (los lados menores) se conocen por "tabla de bulárcama". 
LEONARDO.— Dezidme, señor Thomé, siendo la nao no más que de doze codos de manga, ¿avrá menester que llevan bulárcamas? THOMÉ.— En nao de tan poco puntal y tan poco plan no avrá necessidad de bulárcamas, porque podrá muy bien passar sin ellas, pero si llegase de quinze codos de manga para arriba, ya las avrá menester. (Cano, Arte para fabricar naos, 1611, fol. 32v).
"A de llevar todas las bulárcamas que cupieren de popa a proa encima del granel, distantes una de otra dos codos y tres quartos, y endentadas en la carlinga, liernas o palmejares, que van de popa a proa, y a de llevar cada una por enzima dos curbas, una en cada caveza, la una pierna al costado y la otra por enzima de la bulárcama, y de la una a la otra su entredicho." (Anónimo, Diálogo fábrica de navíos, ca. 1631, fol. 4v).